# Liceu Escolar de Lleida

El Liceu Escolar fou una institució educativa de Lleida fundada l'any 1906 per la parella de mestres Frederic Godàs i Legido i Victorina Vila Badia, amb la voluntat d'introduir un model pedagògic modern, basat en la igualtat, la llibertat, l'ajuda mútua i el saber compartit. Inspirat en l’ideari catalanista i republicà, i que resumia al diari lleidatà El Ideal (1915) en el programa següent: 
“fortalecer la voluntad, despertar la inteligencia y robustecer el cuerpo” 
És a dir, educació en un esperit obert, basada en la pràctica, en l’adquisició de mètode de treball i de reflexió, en el respecte per la diversitat, arrelada a l'entorn i sota el principi de la llibertat.
La importància del Liceu Escolar a la ciutat va recaure en el fet de ser l'única escola alternativa important a l'escola religiosa, el seu èxit va despertat la ira del sector més conservador de la ciutat.
El LIceu Escolar era un centre d'ensenyament privat, que acollia principalment a les seves aules fills de professionals liberals i de la pagesia més adinerads, la Paeria ers l'òrgsn que administrava les places subvencionades per a famílies sense recursos.
La seva creació va coincidir amb l'obertura d'altres centres similars com van ser l'Escola Horaciana, fundada per Pau Vila, Vallparadís, fundada per Alexandre Galí i l'escola Mont d'Or de Manuel Ainaud Sánchez. Totes, amb la voluntat de seguir el camí obert per Francesc Ferrer i Guàrdia i la seva Escola Moderna.
El final del centre escolar va ser tràgic, durant la Guerra Civil fou bombardejat pel bàndol feixista amb l'aviació italiana, des d'aleshores s'ha convertit en un simbol de la ciutat de Lleida, reconguent la tasca pedagògica renovadora.

## Història

### La Fundació
L'escola es va fundar l'any 1906 i les seves primeres instal·lacions es trobaven al carrer Cavallers, número 22. Aviat l’escola va tenir quaranta alumnes de la primera ensenyança i quaranta de la segona, així doncs tres anys més tard les instal·lacions ja eren insuficients per acollir tot l’alumnat, el Liceu Escolar es va fusionar amb l'acadèmia Sant Lluís i es va traslladar a les seves instal·lacions situades al mateix carrer, número 42, a l'edifici conegut com a Casa Maranyosa.
El Liceu Escolar va acollir tant nens com adolescents, des de les primeres lletres fins a l’ensenyament superior; l’educació també incloïa la pràctica d'exercici físic, que en un principi es realitzava, a l’Acàdemia d’Educació Física al passeig Boters, on els alumnes disposaven d'un camp de joc, frontó i gimnàs amb aparells. Tant el batxillerat com en el magisteri, les classes eren mixtes, però amb predomini del gènere masculí.
Més endavant, l'any 1911 Victorina Vila va fundar amb el mateix esperit l'escola femenina Minerva.
A causa d'aquest augment en el nombre d'alumnes les instal·lacions del carrer Cavallers van tornar a quedar petites i es va iniciar la construcció d'un nou edifici a l'avinguda de Blondel.

### El Nou Edifici
El problema de capacitat del col·legi es va resoldre amb la construcció d’un nou edifici situat entre el 9 i l'11 de l'actual avinguda Blodel. A partir d’aquest moment el local del carrer Cavallers va passar a ser l'escola normal de mestres.
Aquest edifici mentre es construïa ja va quedar petit i va ser necessari afegir una planta més. L'edifici, dissenyat per l'arquitecte Francesc Morera, constava de tres plantes, totes obertes als quatre vents. La façana principal donava al carrer de Blondel i les altres tres eren orientades al Segre i a l'horta lleidatana. L'edifici quedava obert pels quatre costats i mantenia sempre les una bona ventilació de les aules i amb llum natural, la qual cosa era molt positiva per la salut dels estudiants.
La façana del Liceu mostrava les intencions educatives del centre, estava presidida pel bust del pedagog suís Pestalozzi i acompanyat dels noms de Rosseau, Fröbel, Spencer i Montesino, en dos medallons a més a més s'hi afegia els noms de Vives i Llull.
El nou edifici escolar ocupava 480 metres quadrats; al voltant tres espaiosos patis eren destinats al descans i l’esbarjo de l’alumnat.

L’editorial butlletí de maig de 1913 exclamava: 

Ya tenemos casa. Y la nuestra es algo que más que el familiar cobertijo bajo el cual hayamos de compartirnos el pan. Templo, más que casa, fue concebido en el misterio de profunda devoción y levantando en el misterio de una férrea voluntat.  
El nou edifici s'inaugurà sota la direcció de Frederic Godàs amb un gran desplegament de professores i professors:
- Segona ensenyança: Enric Amorós, Enric Arderiu, Francisco Sancho, Josep Estadella, Humbert Torres, Luis Valeta, José María Aznárez, Josep Sales i Josep Parunella.

- Enseyança i Comerç: Albert Solsona, Frederic Mulet, Manuel Badia, Ramon Huerva i Josep Feixa.

- Secció de nenes: Victorina Vila, Esperança Serra i Júlia Riera.

- Classes Especials: Josep Plana (dibuix), Ramon Currià (música) i Josep Portolà (francès).

El nou edifici no va ser ben rebut pels sectors més conservadors de la ciutat, els quals veien amb desconfiança el desenvolupament d'un projecte educatiu laic. L'església també va expressar el seu descontent, i assimilava Pestalozzi al diable. Pero des de la premsa més progressista es va felicitar i creien en el projecte educatiu que donava peu la nova edificació.

### Les altres sucursals
L'anomenada de l'escola es va estendre per la plana de Lleida i aviat diverses institucions dels municipis dels voltants de Lleida i a la Franja van demanar obrir delegacions o sucursals. Les més importants foren:
- 1914 a Balaguer. El local es situva al número 20 del Carrer de Sant Jaume, entre el carrer d'Avall i el Pont. L'any 1915 hi constaven 28 alumnes.[4]
- 1916 a Almacelles
- 1917 a Castellserà
- 1918 a Bellcaire d'Urgell
- 1919 a El Campell
- 1920 a Bellvís
- 1920 a Binèfar. Aquesta escola va desaparèixer l'any 1921, a causa de la detenció per causes polítiques de Victor Colomer i Francisco Moles, els dos mestres que la dirigien.[4]

També es va projectar l'obertura de noves sucursals que no van arribar mai a fer-se en les localitats de Seròs i Reus.
El Liceu Escolar i les seves sucursals, a més de l'ideal pedagògic que els animava, tenien present la rellevància de l'agricultura en l'ensenyament, perquè moltes d'elles eren propiciades gràcies a la iniciativa dels sindicats agrícoles. Les escoles es volia mantenir aquest esperit de relació rural, amb el qual pretenien que els alumnes entenguessin d'una forma clara l'entorn en què vivien. En aquest sentit, és necessari destacar les xerrades realitzades pels mestres del Liceu, que enfortien aquest compromís amb el món rural, per tal de difondre els aspectes de les zones agrícoles a l'escola.

### L'oposició al Liceu Escolar
A l'inici del segle XX, Lleida era una ciutat petita de l'interior de Catalunya. La seva economia estava principalment enfocada en l'activitat agrícola, que era una la principal font de subsitència per a la població local. Al mateix temps, es començava a veure l'aparició d'una burgesia incipient, encara que en una escala limitada, la qual contribuïa al creixement i desenvolupament de la ciutat. La diversitat cultural i política, que es podia observar en la llibertat d'impremta, va generar una divisió social a Lleida. Aquesta divisió es manifestava entre els diferents corrents ideològics, els que eremés partidaris del catolicisme i els que ho eren del laïcisme. També es veia en les diferents opinions més conservadires i més liberals. Aquesta fragmentació s'observava en diversos àmbits com els partits polítics, les institucions culturals, els mitjans de comunicació i les escoles. El Liceu Escolar, com a institució educativa, no es va escapar d'aquesta realitat present a la ciutat.
La innovadora pedagogia implementada pel Liceu Escolar va tenir un notable impacte a la capital de Ponent, una zona que, a començaments del segle xx, tot i l'arribada d'idees liberals hi en les institucions educatives hi predominava el catolicisme i el conservadorisme polític. La construcció del nou edifici escolar en aquell moment, ubicat al carrer de Blondel va provocar ell rebuig dels sectors més conservadors, els quals intentaven posar fi a l'obra exemplar de Godàs per diversos mitjans.
El mestre lledatà i director del Liceu Escolar haver d'enfrontar-se a nombroses crítiques, comentaris i calúmnies que propagava la premsa de caràcter conservador, així com a atacs per part dels sectors més intolerants de la societat. Aquests grups es mostraven contraris a la modernització pedagògica i, especialment, al model de laïcisme escolar.

### La mort del fundador

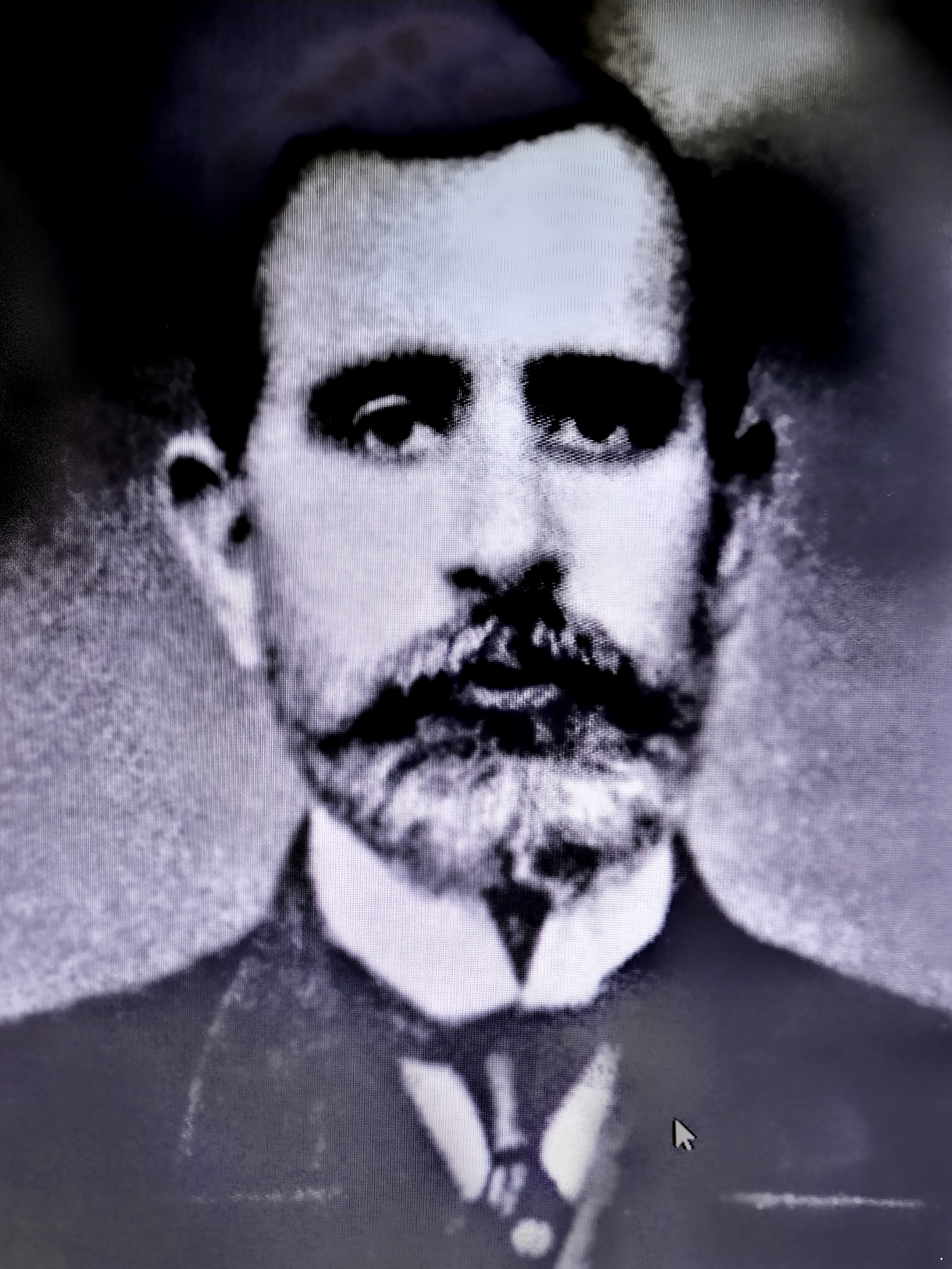
Frederic Godàs. Va fundar el Liceu Escolar juntament amb Victorina Vila. (Lleida, 1879 – Senalhac de la Tronquièra, 1920),

El seu fundador i director, Frederic Godàs va morir, el 16 de juliol de 1920, al municipi occità de Senalhac de la Tronquièra. De camí Bergen (Noruega) a una trobada entorn de la pedagogia i la innovació, el mestre ponentí va caure malalt a Tolosa de Llenguadoc i el camí fins a Senalhac de la Tronquièra. va ser dur per la febre causada per una infecció pulmonar, allí va acabar morint de sepsis i les seves restes es van guardar en el cementiri d'aquesta localitat. Es va continuar la seva obra pedagògica, a mans de personalitats destacades, com Humbert Torres, Alfred Perenya, Maria Perenya, Antoni Sabater i la seva vídua Victorina Vila que van formar un patronat. La direcció del Liceu Escolar va passar a mans de Humbert Torres.
Però l'absència del fundador, del centre, va suposar la pèrdua d'un referent moral pel projecte escolar. L'any 1928 es va vendre l'escola al mossèn Joan Montaner, propietari del col·legi Verdaguer, que a més a més va passar a ser-ne director, davant aquest nou lideratge es va perdre també part de l'ideari que havia estat transmès pel fundador. A partir d'aquest moment, el col·legi s'adaptarà a un model educatiu més tradicional marcat per la dictadura de Primo de Rivera.

### El final del Liceu Escolar
L'escola va seguir oberta durant la Guerra Civil, es va incloure en l'obra revolucionària del consell de l'Escola Nova Unificada (CENU).
El final de l'escola es va donar a les 15.40 hores del dia 2 de novembre de 1937 l'escola quan fou destruïda durant els bombardejos de Lleida fets pel bàndol franquista amb l'aviació italiana en el que moriren 48 infants i diversos professors que en aquells moments feien classe, entre els centenars de morts d'aquell bombardeig. Segons registres militars es va descarregar sobre la ciutat de Lleida 320 bombes normals, i una seixantena de bombes incendiàries de 2 kg. La càrrega de les bombes, que duien els nou avions, Savoia-79 , deixa entreveure que l'ordre de vol no era bombardejar només un pont, sinó infligir un càstig extremadament cruel a la capital del Segrià. En definitiva, es tractava d’una ruta sense cap objectiu militar destacat. Es parla d'unes dues-centes deu víctimes documentades, a les quals s'estima que se'n hauria d'afegir quaranta o cinquanta més de víctimes indocumentades.
Aquest actac va tenir un impacte profund a la ciutat de Lleida, convertint-se en un símbol de la crueltat de la guerra. Tot i que el Liceu Escolar ja no mantenia els valors inicials del seu fundador, Frederic Godàs, el seu enderrocament per complet a causa de les bombes franquistes va adquirir una gran importància simbòlica per a la ciutat.

## Metodologia educativa
La metodologia educativa que seguia el Liceu Escolar, es basava en els principis de l'Escola Moderna de Ferrer i Guàrdia. Es promovia l'interès dels alumnes per descobrir-se a si mateixos, fomentant una educació que evitava l'excessiu ús de lliçons orals i memorístiques. Aquest model educatiu implicava als estudiants en la comprensió de les bases teòriques per ampliar els seus coneixements culturals. Una de les pràctiques clau de l'escola era la representació gràfica de les lliçons i les activitats manuals. Des dels seus inicis, l'escola s'enfocava en posar l'infant al centre de l'educació, i buscant l'autonomia del seu aprenentatge, fomentava l'observació del seu entorn i es realitzaven treballs individuals o en grup per entendre'l millor.
Les sortides culturals i excursions eren part integrant de la pedagogia del Liceu Escolar. Cadascuna de les classes organitzava les seves pròpies excursions, ajustant les activitats segons l'edat i els coneixements dels alumnes. Aquestes activitats abastaven des de sortides al camp per a l'aprenentatge de la natura fins a visites a fàbriques, tallers, granges i oficines. A més, es donava importància a les visites a monuments, museus, temples i altres llocs d'interès per a la formació dels alumnes, i sovint els estudiants redactaven cròniques per compartir-les al butlletí escolar.
D'altra banda, el Liceu considerava que la família era un element fonamental en el compliment de les tasques educatives, mantenint una estreta relació amb els pares i mares. S'interessaven per les activitats realitzades pels estudiants i pel seu comportament a casa, buscant una col·laboració activa entre l'escola i la família en el desenvolupament dels alumnes.
Una altra de les activitats que es realitzaven al centre escolar, per fomentar l'afició a les lletres i a l'expressió de pensament organitzava concursos d'escriptura, el premi consistia en la publicació del treball premiat al butlletí escolar.

### Sistema de qualificació
El sistema de qualificació, també era un aspecte innovador, per la seva època. A més a més de fer ús d'exàmens memorístics, s'animava a l'alumne a preparar una exposició oral dels treballs realitzats. Aquest mètode encoratjava els estudiants, ja que es comprometien plenament amb les seves presentacions. Posteriorment, aquestes exposicions eren mostrades de manera col·lectiva per ser admirades pels amics i familiars, i anualment incrementaven la seva popularitat, atraient un nombre creixent de visitants.
L'exposició dels treballs s'instal·lava en zones de l'edifici escolar, i s'hi exposaven els treballs dels de l'alumnat de tots els nivells, des de pàrvuls fins als que acabaven la segona ensenyança. A més era una forma de fer publicitat del Liceu Escolar i que els visitants poguessin fer-se una idea del que es feia a l'escola.

## Commemoració

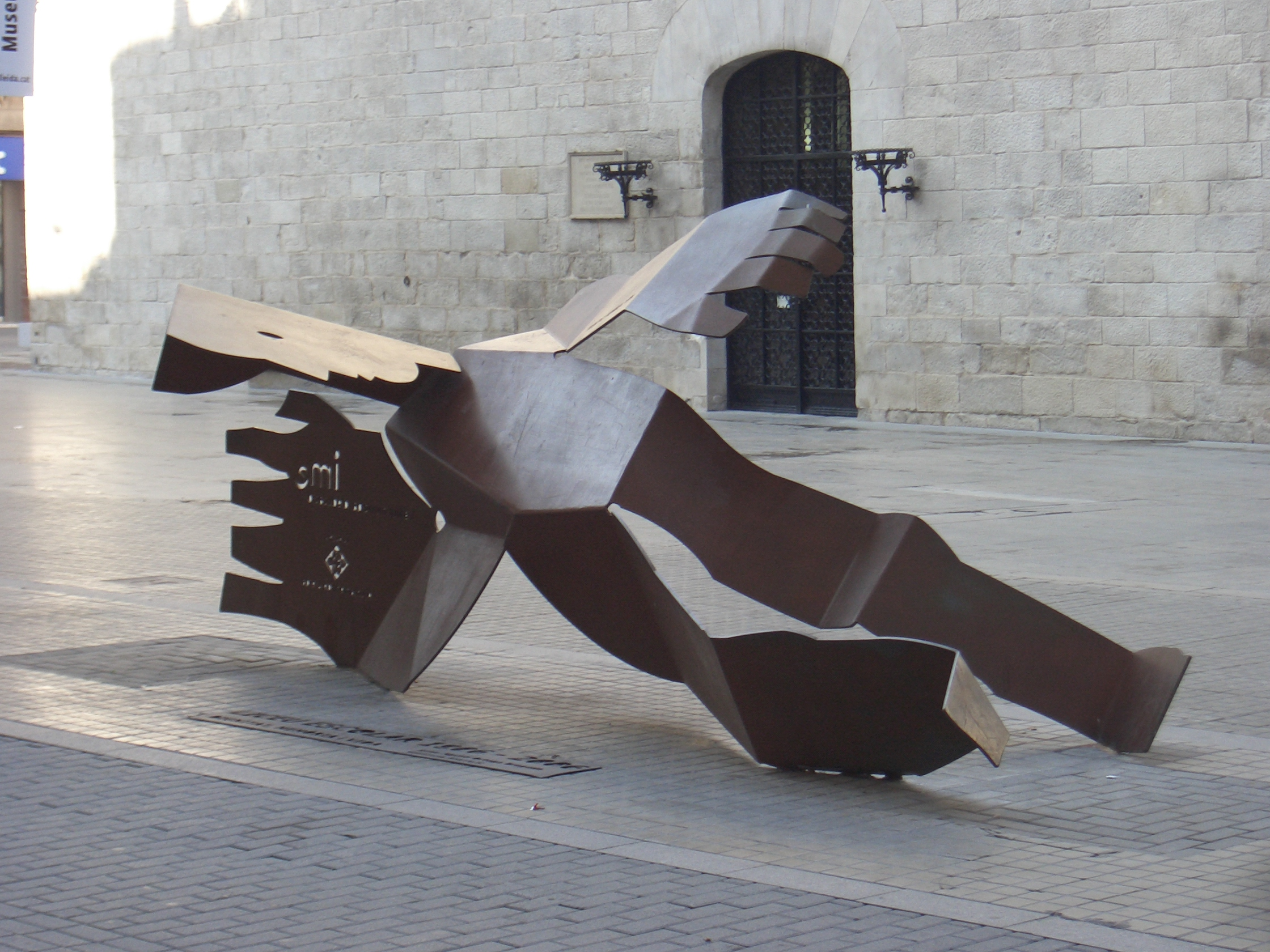
Escultura en record de les víctimes del Liceu Escolar

Anys més tard dels bombardejos al centre escolar, el record del Liceu Escolar estava present en les memòries de la família, mestres i exalumnes, que durant l'etapa franquista es reunien periòdicament per rememorar les seves vivències escolars al carrer de Blondel.
Ja durant la transició, el fill dels fundadors del Liceu Escolar, Frederic Godàs i Vila, a partir de 1979, va fer nombroses conferències per tornar a treure a la llum la tasca pedàgogica dels seus pares.
L'any 1998 amb la inauguració de la primera passarel·la de vianants sobre el Segre, obra de l'arquitecta Mamen Domingo, se li va donar el nom del Liceu aprofitant que s'havia construït prop de l'emplaçament on s'havia situat la institució.
El 2006, en el centenari de la fundació del Liceu escolar, l'Ajuntament de Lleida instal·là una escultura a l'indret on s'ubicava el Liceu Escolar. La peça, titulada Memòria, Dignitat i Vida, obra d'Agustí Ortega, representa una figura humana que ha caigut a terra, i és feta d'una única planxa de metall, el mateix material que els embolcalls de les bombes. La finesa de la planxa i les ondulacions aplicades evoquen la lleugeresa d'una fulla caiguda.

Josep Vallverdú, l'any 1979, resumia en un discurs com fou de colpidor aquest cop per la ciutat de Lleida: 
Jo no vaig anar mai Liceu Escolar. No vaig esser-ne alumne i no sé per què. Fos com fos tampoc no vaig sentir parlar a mai del Liceu Escolar. És possible que la primera referència que recordi fos la notícia del seu bombardeig, perquè fou una punyida a la vida de Lleida.
L'any 2007 coincidint amb el setantè aniversari del bombardeig, Lleida Televisió va produir el documental El braç de les fúries, en el qual s'aportaven novetats importants sobre el bombardeig, però en bona part estava dedicat a la memòria de l'escola. El mateix any, el diari El Segre en va editar un col·leccionable.
Des del 2009, cada any al voltant del dia 2 de novembre, es ret homenatge amb una ofrena floral i amb la presència d'exalumnes del Liceu, en un acte organitzat davant l'escultura.
L'any 2010, l'Ajuntament de Lleida i el Memorial Democràtic senyalitzaren el Liceu Escolar amb un faristol que explica la història de la institució i el seu final.